# Boualem Baâziz
Boualem Baâziz est un footballeur algérien né le 18 avril 1960. Il évoluait au poste d'attaquant,

## Biographie
Il participe à la Coupe de monde des moins de 20 ans 1979 organisée au Japon avec l'équipe d'Algérie U-20, après avoir été sacré champion d'Afrique junior.

## Palmarès
Coupe d'Algérie :
- Vainqueur :  1988